# Sporveien Trikken

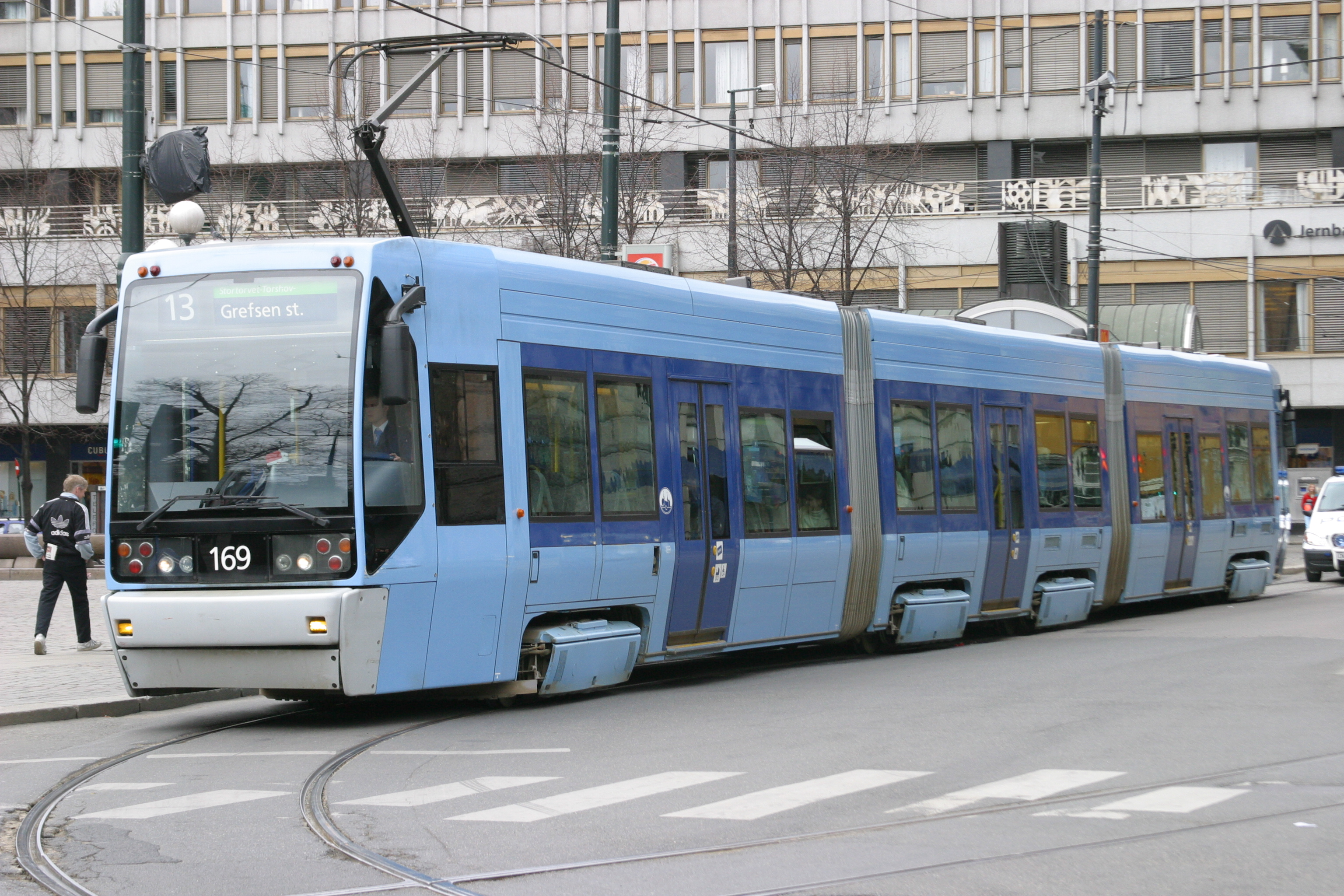
Spårvagn av typen SL-95.

Sporveien Trikken AS (tidigare Oslotrikken AS, Oslo Sporvognsdrift AS eller Trikken) är ett norskt kollektivtransportföretag som ägs av Sporveien AS, som i sin tur ägs av Oslo kommun. 
Sporveien Trikken AS ansvarar för drift och utveckling av Trikken i Oslo, Sporveien Vognmateriell AS ansvarar för drift och underhåll av spårvagnar och tunnelbanevagnar, medan Sporveien AS ansvarar för infrastruktur såsom räls, elektricitet och växlar.  Sporveien Trikken säljer kollektivtrafiktjänster till Ruter AS. Sporveien Trikken har 72 spårvagnar och 131,4 km spårväg. Spårvägsnätet består av sex linjer och 99 hållplatser. Bolaget har cirka 450 anställda.
Oslo Sporvognsdrift blev eget aktiebolag under 2003 och har sedan dess haft flera namn. Oslotrikken har varit ett av flera informella namn, under åren 2009–2013 var det även det formella namnet på företaget. Varumärket fortsätter vara "Trikken".